# Breux-Jouy
Breux-Jouy  [bʁø ʒui] je francouzská obec v departementu Essonne v regionu Île-de-France. V obci se nachází kostel svatého Martina z Tours.

## Poloha
Obec Breux-Jouy se nachází asi 35 km jihozápadně od Paříže. Obklopují ji obce Breuillet na severu a severozápadě, Saint-Yon na severovýchodě a na východě, Saint-Sulpice-de-Favières na jihovýchodě, Souzy-la-Briche na jihu a Saint-Chéron na jihozápadě a na západě.

## Vývoj počtu obyvatel
Počet obyvatel